# Джеки (фильм, 2016)
«Джеки» (англ. Jackie) — американский драматический фильм-биография, снятый чилийским режиссёром Пабло Ларраином. Мировая премьера ленты состоялась 7 сентября 2016 года на Венецианском кинофестивале, где он претендовал на «Золотого льва».

## Сюжет
Фильм рассказывает о событиях в жизни Жаклин Кеннеди, последовавших после убийства её мужа — президента США Джона Ф. Кеннеди. Поводом к началу повествования становится интервью, которое вскоре после трагических событий берёт один журналист у бывшей первой леди. Хаотичность беседы определяет отсутствие линейного развития сюжета: перед нами проходят сцены убийства президента, подготовки к похоронам и прощания с покойным, в течение которых героиня пытается понять то, что с ней произошло.

## В ролях
- Натали Портман — Жаклин Кеннеди
- Питер Сарсгаард — Роберт Кеннеди
- Грета Гервиг — Нэнси Такерман
- Билли Крудап — журналист
- Джон Хёрт — священник
- Ричард Грант — Билл Уолтон
- Каспар Филлипсон — Джон Ф. Кеннеди
- Джон Кэрролл Линч — Линдон Джонсон
- Бет Грант — Леди Бёрд Джонсон
- Макс Каселла — Джек Валенти

## Производство
Съемки фильма начались 15 декабря 2015 года в Париже.

## Критика
Фильм получил хвалебные оценки кинокритиков. На сайте Rotten Tomatoes фильм имеет рейтинг 88 % на основе 360 рецензий критиков, со средней оценкой  7,9 из 10. На сайте Metacritic фильм получил оценку 81 из 100 на основе 52 рецензий, что соответствует статусу «всеобщее признание».

## Признание
| Награды и номинации фильма «Джеки» | Награды и номинации фильма «Джеки»     | Награды и номинации фильма «Джеки»   | Награды и номинации фильма «Джеки» | Награды и номинации фильма «Джеки» | Награды и номинации фильма «Джеки» |
| Год                                | Кинопремия / Кинофестиваль             | Категория / Награда                  | Номинант                           | Результат                          |                                    |
| ---------------------------------- | -------------------------------------- | ------------------------------------ | ---------------------------------- | ---------------------------------- | ---------------------------------- |
| 2016                               | Венецианский кинофестиваль             | Golden Osella за лучший сценарий     | Ной Оппенхайм                      | Победа                             |                                    |
| 2016                               | Кинофестиваль в Торонто                | Platform Prize                       | Пабло Ларраин                      | Победа                             |                                    |
| 2016                               | «Спутник»                              | Лучшая работа художника по костюмам  | Мадлен Фонтен                      | Победа                             |                                    |
| 2016                               | «Спутник»                              | Лучший фильм                         |                                    | Номинация                          |                                    |
| 2016                               | «Спутник»                              | Лучший режиссёр                      | Пабло Ларраин                      | Номинация                          |                                    |
| 2016                               | «Спутник»                              | Лучшая актриса                       | Натали Портман                     | Номинация                          |                                    |
| 2016                               | «Спутник»                              | Лучшая работа художника и декоратора | Жан Рабасс                         | Номинация                          |                                    |
| 2017                               | «Оскар»                                | Лучшая женская роль                  | Натали Портман                     | Номинация                          |                                    |
| 2017                               | «Оскар»                                | Лучшая работа художника по костюмам  | Мадлен Фонтен                      | Номинация                          |                                    |
| 2017                               | «Оскар»                                | Лучшая оригинальная музыка           | Мика Ливай                         | Номинация                          |                                    |
| 2017                               | «Золотой глобус»                       | Лучшая женская роль — драма          | Натали Портман                     | Номинация                          |                                    |
| 2017                               | BAFTA                                  | Лучшая женская роль                  | Натали Портман                     | Номинация                          |                                    |
| 2017                               | BAFTA                                  | Лучшая работа художника по костюмам  | Мадлен Фонтен                      | Победа                             |                                    |
| 2017                               | BAFTA                                  | Лучшая оригинальная музыка           | Мика Ливай                         | Номинация                          |                                    |
| 2017                               | Премия Гильдии киноактёров США         | Лучшая женская роль                  | Натали Портман                     | Номинация                          |                                    |
| 2017                               | «Империя»                              | Лучшая женская роль                  | Натали Портман                     | Номинация                          |                                    |
| 2017                               | «Независимый дух»                      | Лучший фильм                         |                                    | Номинация                          |                                    |
| 2017                               | «Независимый дух»                      | Лучший режиссёр                      | Пабло Ларраин                      | Номинация                          |                                    |
| 2017                               | «Независимый дух»                      | Лучшая женская роль                  | Натали Портман                     | Номинация                          |                                    |
| 2017                               | «Независимый дух»                      | Лучший монтаж                        | Себастьян Сепульведа               | Номинация                          |                                    |
| 2017                               | Премия Лондонского кружка кинокритиков | Лучшее техническое достижение года   | Мика Ливай (за музыку)             | Номинация                          |                                    |